# Canté
Canté (okzitanisch Cante) ist eine französische Gemeinde mit 212 Einwohnern (Stand 1. Januar 2022) im Département Ariège in der Region Okzitanien. Sie gehört zum Kanton Portes d’Ariège und zum Arrondissement Pamiers.
Nachbargemeinden sind Labatut im Norden, Cintegabelle im Nordosten, Saverdun im Südosten, Brie im Süden, Marliac im Südwesten und Gaillac-Toulza im Westen. An der nordwestlichen Gemeindegrenze verläuft das Flüsschen Jade.

## Bevölkerungsentwicklung
| Jahr      | 1962 | 1968 | 1975 | 1982 | 1990 | 1999 | 2008 | 2015 |
| --------- | ---- | ---- | ---- | ---- | ---- | ---- | ---- | ---- |
| Einwohner | 182  | 150  | 158  | 142  | 164  | 179  | 203  | 207  |